# Cink
A cink (régies magyar nevén horgany) egy fémes elem, átmenetifém. Rendszáma 30, vegyjele Zn, relatív atomtömege 65,38, elektronszerkezete [Ar]3d104s². Szobahőmérsékleten kékes színű, rideg, porítható. A vegyületeiben gyakorlatilag mindig +2 oxidációs számú. Ötvözetei közül a sárgarezet már a történelem előtti időkben ismerték. Magát a cinket Európában csak i. sz. 1300 körül állították elő, miközben a késő ókortól ismertek cinktárgyak és cinkkel bevont fémek. A természetben a cink öt stabil izotópból áll; tizenhat további instabil izotópja ismert. Az elem neve a német Zink névből ered.

## Előfordulása
Legfontosabb ásványa a köbös szfalerit (ZnS), valamint a hasonló összetételű, de hatszöges wurtzit. A cinkit (ZnO) gyakran mangántartalmú s ekkor vörös színű.
Más cinkásványok a smithsonit (ZnCO3) és a hermimorfit [Zn3SiO7·Zn(OH)2·H2O], valamint a willemit (Zn2SiO4).

## Előállítása
Oxidjának redukciójával, vagy sóinak elektrolízisével állítják elő.
A következő eljárásokat alkalmazzák:
- a) Retortás eljárás: karborundumból készült, hosszú, karcsú, függőleges retortákban hevítik a cink-oxidból és szénből készült briketteket, amelyeket előzőleg 750-800 °C-on tömörítettek. A redukciónál keletkező cinkgőz a szén-monoxiddal és más gázokkal együtt a kondenzátorban folyékony alakban csapódik le és időnként eltávolítható. Így az érc 85-90%-a termelhető ki.
- b) Elektrolitos eljárás: A pörkölt cinkércet híg kénsavval oldják ki s a kapott oldatot tisztítják. A vasat mangán-dioxiddal való oxidáció után a cink-oxiddal vas(III)-hidroxid alakban csapják ki; ekkor távozik az As, Sb, és SiO2 is. Ezután cinkporral leválasztják a rezet, kobaltot, nikkelt és kadmiumot. A tiszta oldatot elektrolizálják; így a cink 90%-a termelhető ki. Egy kg Zn előállításához 3,6-4 kWh szükséges, a kapott cink 0,2‰-nél kevesebb szennyezést tartalmaz.

## Fizikai tulajdonságai

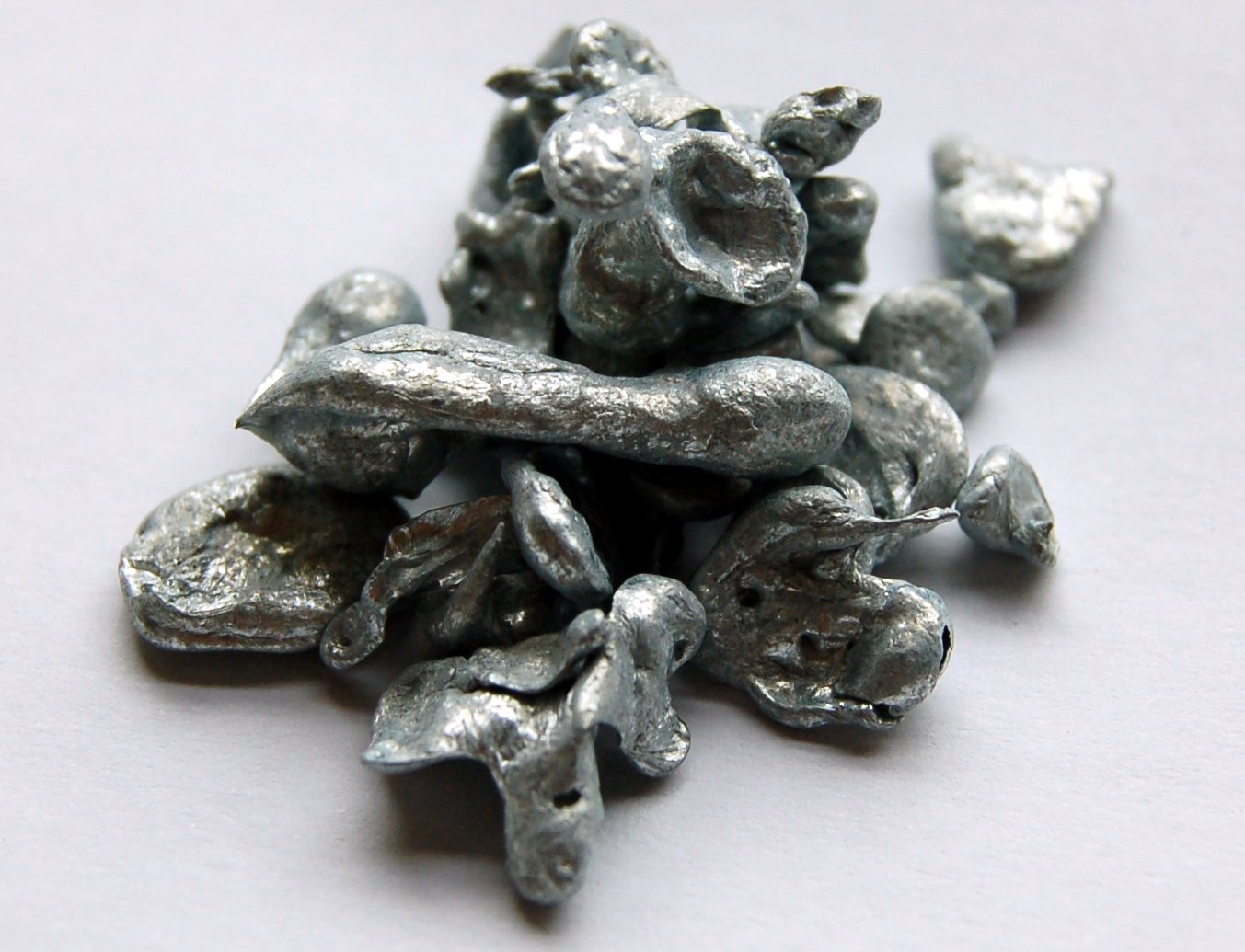
Cink minta

Kissé kékes árnyalatú, szép fémfényű elem. Közönséges hőmérsékleten rideg, 150-200 °C közötti hőmérsékleten kovácsolható. 200 °C fölött olyan rideg, hogy mozsárban porrá törhető. Jó elektromos vezető, szilárdsága csekély, sűrűsége 7,14 g/cm³, olvadáspontja 419 °C, forráspontja 907 °C. 35 K alatt ferromágneses tulajdonságot mutat.

## Kémiai tulajdonságai
A cinkcsoport első eleme. Közepesen aktív fém. Száraz levegőn nem oxidálódik, nedves, főleg szén-dioxid tartalmú levegő megtámadja. Halogének szobahőmérsékleten csak nedvesség jelenlétében hatnak rá. Magas hőmérsékleten kékeszöld lánggal ég el cink-oxiddá. Kénnel, szelénnel és tellúrral hevítve a megfelelő vegyületeket (ZnS, ZnSe, ZnTe) adja, foszforral, arzénnel és antimonnal is vegyül. Nitrogénnel nem reagál. Víz közönséges hőmérsékleten alig hat rá, magasabb hőmérsékleten hidrogént fejleszt, miközben cink-oxid keletkezik.
Híg savak oldják:
Zn + H2SO4 = H2 + ZnSO4
Laborban általában így fejlesztenek hidrogént – vagy sósavval. Tiszta cink elég lassan oldódik, szennyezések növelik a reakciósebességet.
Ennek elektrokémiai okai vannak: egyrészt helyi elemek jönnek létre az idegen fémekkel, másrészt csökken a hidrogénfejlődés túlfeszültsége, amely tiszta cinken a legnagyobb.
Ammónium-hidroxidban és ammóniumsók oldatában, levegő jelenlétében oldódik a cink, mert az először keletkező vékony oxidhártyát komplexképződés folytán oldják a fenti folyadékok, így a védőhártya nem maradhat meg.
Ugyanezért oldódik alkálilúgokban is:
Zn2+ + 4 OH– = [Zn(OH)4]2–
Ammóniával komplex cink-tetramin-ion keletkezik:
Zn2+ + 4 NH3 = [Zn(NH3)4]2+
Ammóniában izzítva cink-nitriddé alakul.
Szén-dioxidot már 300 °C fölött szén-monoxiddá redukálja.
Általában redukáló hatású, mind savas, mind lúgos közegben. Kén-hidrogénnel cink-szulfidot ad.
Mindig két vegyértékű, számos ionvegyülete van. Vannak azonban atomvegyületei is, például oxidja és szulfidja, nitridje stb. Foszfidjai részben átmenetet képeznek a fémes rácsokhoz, arzenidje félfémes.
A cink-ion színtelen, vegyületei is. Atomvegyületei sokszor színesek.

## Felhasználása
Egyike a legnagyobb mennyiségben használt fémeknek. Tetőfedésnél, esőcsatornák, párkányok, vödrök stb. készítésekor használtak egykor cinket, ma még olykor cinkbevonatú acélt (horganyzott vasat) alkalmaznak ilyen célokra. Galvánelemek gyártásához nagy tisztaságú cink szükséges. Öntésre is használatos, főleg ötvözetei alakjában. Rézzel alkotott ötvözete a sárgaréz. 4% Al és 0,5-1% réz tartalmú ötvözetét fröccsöntésre használják. Egy 78% cink és 22% alumínium tartalmú ötvözet csaknem olyan erős, mint az acél, és olyan jól önthető, mint egy műanyag. Régóta használatos a horganyzott vas bádog, amit vaslemezek olvadt cinkbe mártásával készítenek, de galvanizálással is előállítható. Nagyon jól védi a rozsdásodástól a vas felületét, mert maga megy oldatba a vas helyett. A horganyzott bádog helyett épületbádogozásra ma már inkább alumíniumlemezt használnak. Drótkerítések készítésére azonban még napjainkban is főleg horganyzott drót használatos.
A cink-oxidot (ZnO) festőanyagként, töltőanyagként, kozmetikumokban gyenge fertőzésgátló szerként gyógyszeralapanyagként, valamint festékekben és műanyagokban használják.
A cink-szulfidot (ZnS) lumineszkáló (kép)ernyőkön alkalmazzák.
Emlősökre káros, ezért cinkkel bevont edényben nem szabad élelmiszert tartani. Igen kevés cink azonban szükséges nyomelem. A cink-oxid megengedett koncentrációja 5 mg/m³. (A fémcinket főleg korrózióvédő bevonatként alkalmazzák a fémeken)

## Előfordulása a talajban
A cink átlagos koncentrációja a litoszférában 80 mg/kg. A világ szennyezetlen talajainak cinktartalma 10-300 mg/kg, átlagos koncentrációja 50 mg/kg.
A talajokban a cink általában Zn2+ ion formájában fordul elő, de más ionos és szerves vegyületei is ismertek, a talaj adszorpciós komplexuma erősen megköti, koncentrációja a talajoldatban csekély, a H+-ion koncentráció növekedésével oldhatósága növekszik, komplexképzési hajlama is a rézéhez hasonló. A cink a biotit, az augit és a különböző csillámok kristályrácsában is előfordul.
Az adszorpciós komplexumhoz Zn2+, ZnOH+, illetve ZnCl+ formájában kötődhet. Az így adszorbeált Zn2+-ionok csak részben cserélhetők ki. Különböző cinksók is előfordulhatnak a talajban, ezek oldhatósága változó. A cink a talajokban leginkább az alumínium- és vas-oxidokhoz, illetve az agyagásványokhoz kötött, a növények elsősorban a víz oldható és könnyen kicserélhető formáit tudják felvenni. Sok foszfátot tartalmazó talajokban nehezen oldható cink-foszfátok képződnek. A cink mozgékonysága a talajban csekély, s a savanyúság fokozódásával növekszik. 
A talajba került cink az egyik legkönnyebben felvehető nehézfém (és egyben esszenciális mikroelem) a növények számára. Mivel a cink könnyen bekerülhet a táplálékláncba, a legveszélyesebb hatású nehézfémek közé sorolható. 

## Élettana

### Szerepe a növények életében
Egyértelmű bizonyítékokat csak 1926-ban írtak le arról, hogy a cink a magasabb rendű növények számára létfontosságú. A növények életében jelentős szerepet játszó több enzim, így a szénsav-anhidráz, cinket tartalmaz.

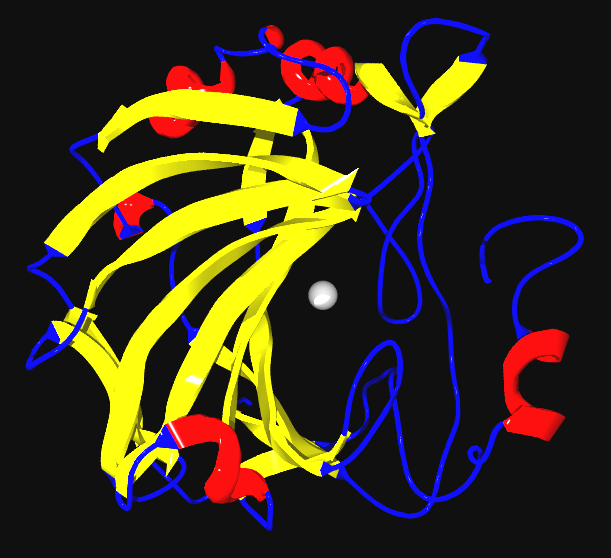
A szénsav-anhidráz felépítése

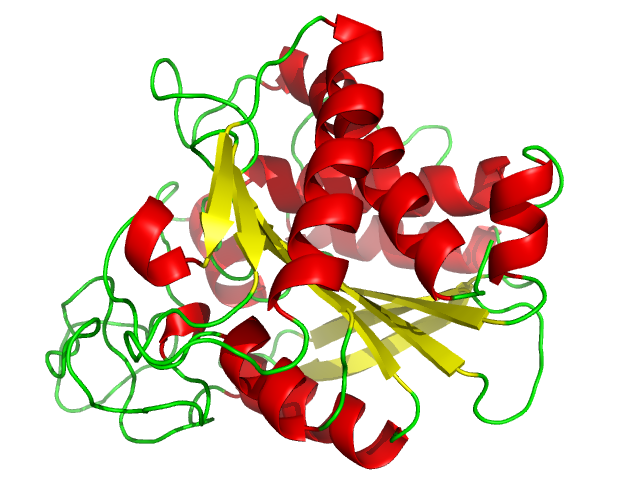
A karboxi-peptidáz A felépítése

Fontosabb cinktartalmú enzimek (a cink-tartalmú enzimek többsége a hidrolázok – részben a transzferázok – csoportjába tartozik): amino-peptidáz, karboxi-peptidáz A, karboxi-peptidáz B, szénsav dehidrogenáz, glükóz-6-foszfát izomeráz.
A cinket a növények viszonylag kis mennyiségben veszik fel, cinktartalmuk mégis többszöröse a réztartalomnak. A cink felvételét a gyakorlatban döntően a talaj kémhatása és foszfortartalma határozza meg. Feltételezik, hogy a túlzott foszforellátás a növényben is zavart okozhat, gátolja a cinkigényes karbohidráz enzim működését. A cink a magnéziumhoz és a mangánhoz hasonló hatást fejt ki a növényi szervezetben. Néhány enzim, köztük az enoláz, Mg2+-, Mn2+- és Zn2+-ionokkal egyaránt aktiválható. A cink azonban egyes enzimeket, így pl. különböző dehidratázokat és néhány peptidázt, specifikusan aktivál. A kifejlett növények átlagosan 25-150 mg/kg cinket tartalmaznak a szárazanyagban, cinkhiánnyal sok növénynél csak 20 mg/kg érték alatt kell számolni, a toxicitás pedig a növények egy részénél csak több száz mg/kg érték felett jelentkezik, noha a cinkfelesleg más növényeknél már vas- és rézhiányt válthat ki.
Míg a gabonafélék viszonylag kevéssé, a burgonya, a paradicsom, a cukorrépa és a lucerna közepesen érzékenyek a Zn hiányra, addig a kukorica, a komló, a len és a bab jelentős termésveszteséggel válaszol az elégtelen Zn-ellátottságra.
A cinkhiány a fiatal növényi levelekben külsőleg hasonlít a klorózishoz, erős hiánynál a levelek „rozettásak" lesznek, majd gyakran le is hullanak. A gyümölcsfák esetében ennek külső jele az „ecsetágúság", de a cinkfelesleg is okozhat látszólag a klorózisra hasonlító külső jeleket.
A cinkhiány a kukoricán és a cirokon a legszembetűnőbb. A hiány következtében a kukorica növekedése visszafogottá válik, az ízközök lerövidülnek. Az állomány lemarad az adott fenológiai fázisra jellemző növénymagasságtól. A hiány következtében az idősebb leveleken a középér mellett mindkét oldalon fehéres-halványsárgás klorotikus csíkok alakulnak ki. Ezek a levélalaptól egészen a csúcsig futnak, miközben a középér, a levélszél és a levélcsúcs zöld marad. Tartós hiány esetén a levél szürke, bronzszínű lesz, majd elhal. Az egészen fiatal levelek is jellegzetes hiánytüneteket mutatnak. A fiatal kukoricalevelek a Zn-hiány következtében világossárgák, közel fehér színűek lesznek. Ezt a jelenséget „rügyfehéredésnek” nevezzük. A vegetatív szervek károsodása mellett, amennyiben nem sikerült a hiányt pótolni, a generatív szervek fejlődési rendellenességeit is megfigyelhetjük. Krónikus cinkhiány esetén a virágképződés késik, sőt sok esetben el is marad. A virág- és termésképzési zavarok következtében erős hiány esetén akár 80%-kal is csökkenhet a hektáronkénti termés mennyisége.
A cink részt vesz a nitrogén-anyagcserében, egyes szerzők szerint kihat az RNS-szintézisre is. A cink hiánya ennek következtében, esetenként a nitrogénhiányhoz hasonlóan jelentkezik. Az auxin képződés serkentése azon alapszik, hogy a cink katalizálja a triptofán szintézisét. A triptofán a B-indolil-ecetsav prekurzora. A cink közvetve elősegíti az auxin képződést, míg a mangán az auxin felesleg kialakulását gátolja. A két elem együttesen szabályozza a növények növekedését.

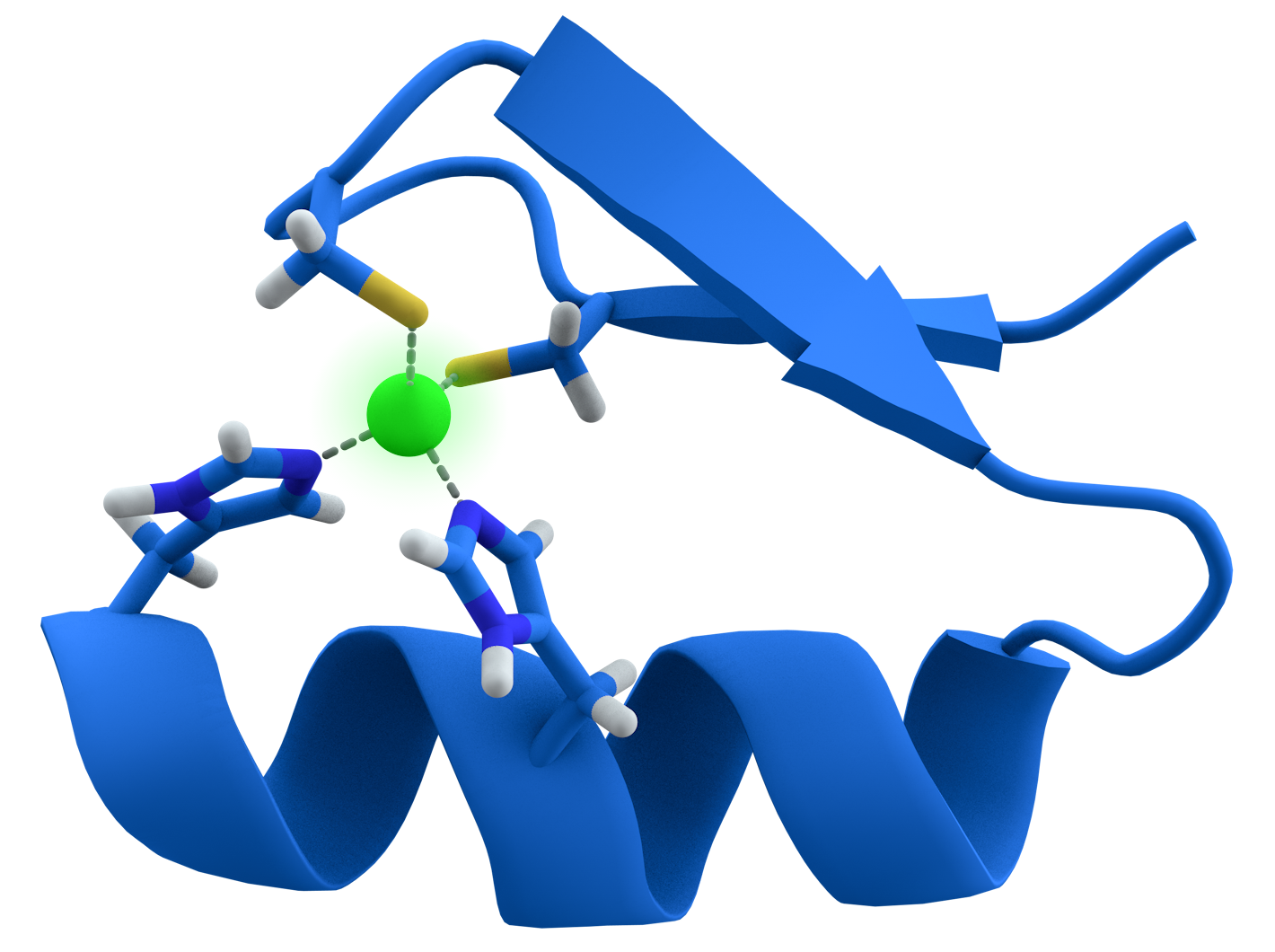
„Cink-ujjak”

A biológiai rendszerekben a cink egyrészt enzimaktivátor, másrészt szerkezetalakító ion. Ez a két szerep nem teljesen független egymástól, mert egyes esetekben a cinkionok közbenjárásával kialakult fehérjeszerkezet eredményezi a fehérje megnövekedett enzimaktivitását. A cinket tartalmazó metalloenzimekben a cinkion elsősorban elektronpár-akceptorként, Lewis-savként játszik szerepet. A metalloenzimekben sokkal elterjedtebb központi ion, mint a réz(II)-ion. Azok az enzimek, amelyek karbonsavészterek, amidok, peptidek vagy foszfátok hidrolízisében vesznek részt, majdnem mindig cink(II)iont tartalmaznak az aktív centrumban.
A cink egy újabban felfedezett szerepe azokhoz a fehérjékhez kapcsolódik, amelyek a DNS bázisszekvenciájának a felismerésében játszanak szerepet, a genetikai információ átadását szabályozzák. Ezek az úgynevezett “cink ujjak” (zinc fingers) 9–10 cink(II)iont tartalmaznak tetraéderes koordinációban. 
A cink-ujj alakjáról és arról kapta a nevét, hogy egy cinkatom koordinatív kötéseivel tartja össze a motívumot. Előfordulása széles körű, például szteroid hormonokkal aktiválódó szabályzó fehérjék DNS-kötő motívuma. A muslica egyedfejlődését irányító gének között, vagy a szöveti, szervi differenciálódás irányát megszabó gének működésében nagy szerepet játszanak a cink-ujj motívumot tartalmazó fehérjék. A cink-ujj az N-terminálistól haladva két béta-lemezt tartalmaz, majd ezt egy alfa-helix követi. Az alfa-helix merül a DNS nagy árkába. A cinkatom a bétalemezek egy-egy cisztein aminosav oldalláncát, valamint az alfa-helix két hisztidinjét (esetenként ciszteineket) tartja össze koordinatív kötésekkel, s ezzel szilárdítja meg az egész szerkezetet. A cink-ujj alfa-helixe a DNS nagy árkában három szomszédos bázispárral létesít kötést. A cink-ujj motívumot használó szabályozó fehérjében mindig több (például 3-5) motívum sorjázik egymást követve, így annyiszor három bázispárral létesít a fehérjekapcsolatot, ahány cink-ujja van.